# Galant (ruisseau)
Pour les articles homonymes, voir Galant.
Le Galant est un ruisseau français du département de la Dordogne, affluent de l'Isle et sous-affluent de la Dordogne.

## Géographie

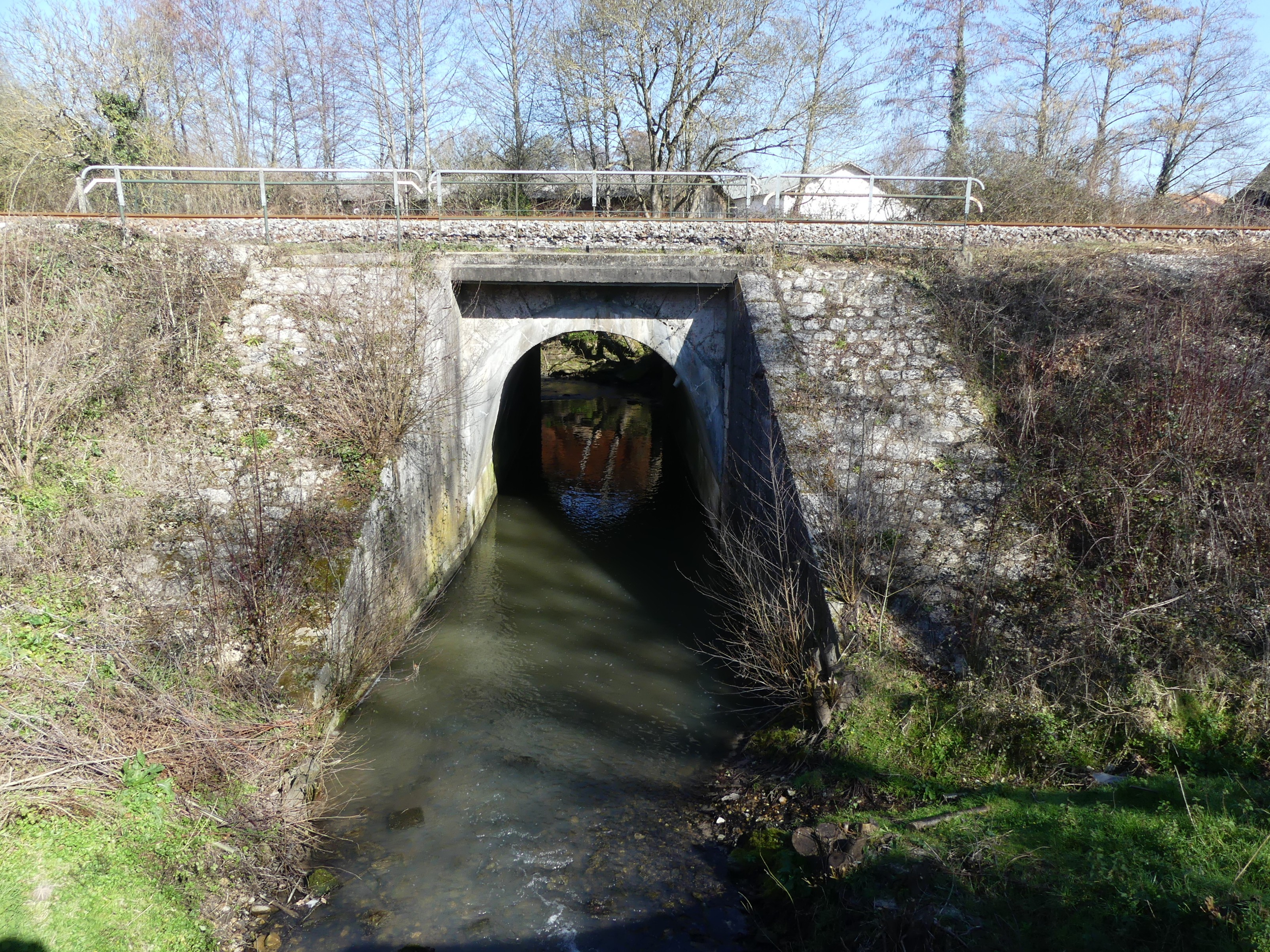
Le Galant passe sous la ligne ferroviaire Bordeaux-Périgueux.

Le Galant prend sa source à 70 mètres d'altitude sur la commune de Carsac-de-Gurson, à moins de 700 mètres à l'ouest-sud-ouest du bourg, en bordure de la route départementale (RD) 32.
En limite de Saint-Martin-de-Gurson et Villefranche-de-Lonchat, il passe sous la RD 9 au nord-ouest du lieu-dit les Gâtinaux. 
Deux kilomètres et demi plus en aval, il est franchi par l'autoroute A89 (la « Transeuropéenne ») — qui relie Bordeaux à Lyon — sur la commune de Moulin-Neuf. Au lieu-dit la Mouthe, il reçoit sur sa gauche son principal affluent, le ruisseau de la Lande.
Sur les deux derniers kilomètres et demi de son cours qui s'effectuent en limite de Ménesplet et Moulin-Neuf, il passe successivement sous la ligne ferroviaire Bordeaux-Périgueux puis sous la RD 6089 (l'ancienne route nationale 89).
Il rejoint l'Isle en rive gauche, un peu plus d'un kilomètre au sud-est du bourg du Pizou et moins de 400 mètres à l'ouest de l'écluse de Coly-Gaillard.
De direction générale sud-nord, le Galant est long de 10,51 km.

### Communes traversées
Le Galant arrose six communes, soit d'amont vers l'aval : Carsac-de-Gurson (source), Villefranche-de-Lonchat, Saint-Martin-de-Gurson, Moulin-Neuf (confluence avec l'Isle), Minzac et Ménesplet (confluence avec l'Isle).

### Affluents et nombre de Strahler

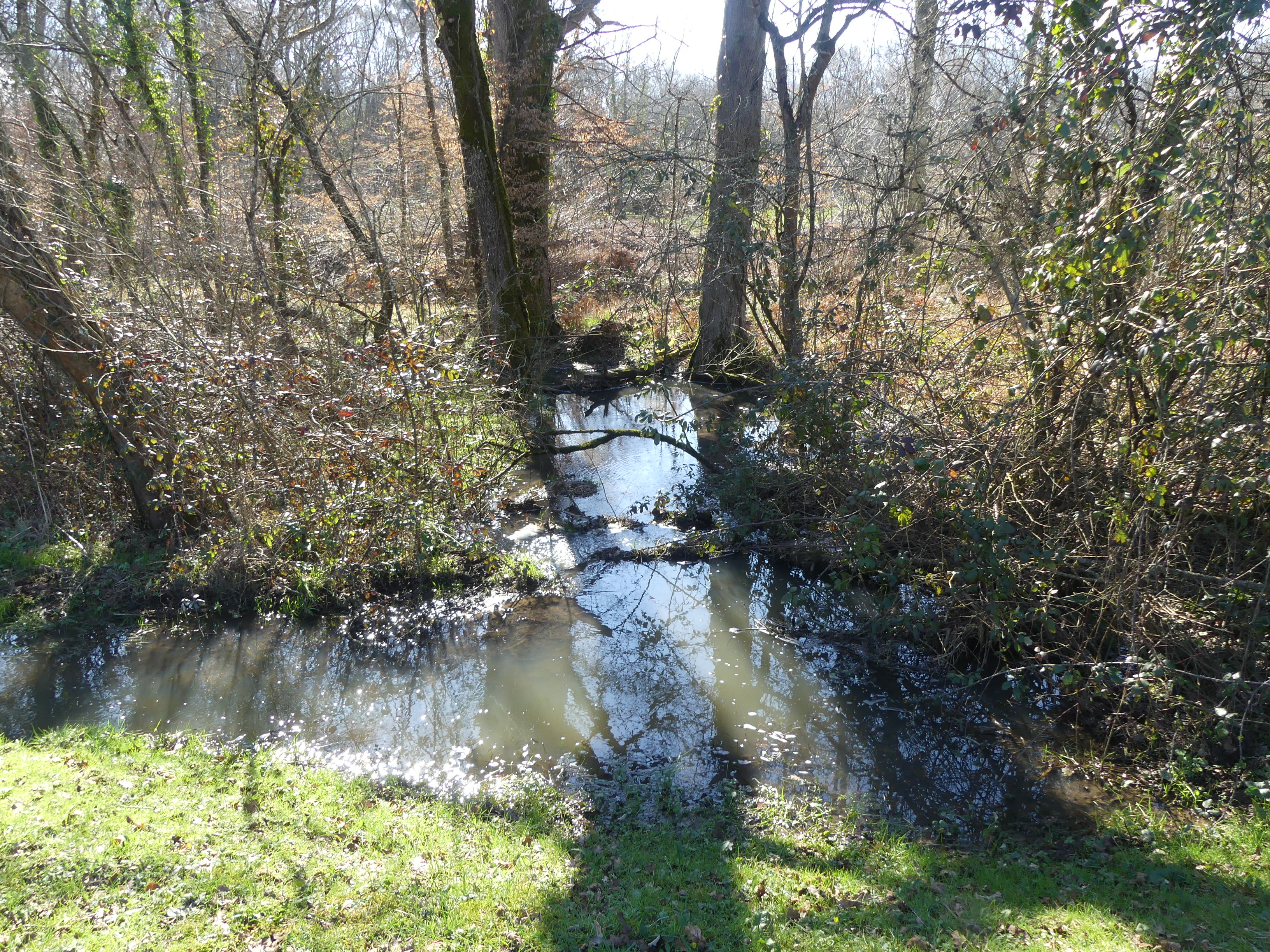
Un petit affluent sans nom du Galant, au sud du lieu-dit le Léonardeau, à Ménesplet.

Sur les trois affluents du Galant répertoriés par le Sandre, le principal, en rive gauche, le ruisseau de la Lande, a une longueur de 4,09 km. Il arrose Minzac, Villefranche-de-Lonchat et Moulin-Neuf.
Le ruisseau de la Lande ayant un affluent mais aucun sous-affluent, le nombre de Strahler du Galant est donc de trois.

## Hydrologie

### Risque inondation
Un plan de prévention du risque inondation (PPRI) a été approuvé pour la vallée de l'Isle dans le Montponnais en 2007, incluant la partie aval du Galant, sur ses 900 derniers mètres, en limite des communes de Ménesplet et de Moulin-Neuf,.

## Environnement
En limite des communes de Ménesplet et de Moulin-Neuf, les 400 derniers mètres du cours du Galant s'effectuent en vallée de l'Isle et font donc partie du bassin de la Dordogne, un territoire d'une superficie de 24 000 km2 reconnu réserve de biosphère par l'UNESCO en juillet 2012, et se situent dans sa « zone tampon ».
Cette zone est également un site du réseau Natura 2000 défini au titre de la directive habitats : la zone spéciale de conservation (ZSC) « vallée de l'Isle de Périgueux à sa confluence avec la Dordogne » qui concerne 38 communes de la Dordogne et de la Gironde,, dans laquelle vingt-deux espèces animales inscrites à l'annexe II de la directive 92/43/CEE sont présentes, de même qu'une espèce végétale.
C'est aussi une zone naturelle d'intérêt écologique, faunistique et floristique (ZNIEFF) de type 2 la « vallée de l'Isle de Périgueux à Saint-Antoine-sur-l'Isle, le Salembre, le Jouis et le Vern » qui concerne 25 communes du département de la Dordogne»,. Deux espèces végétales déterminantes et quatorze autres espèces végétales y ont été recensées.